# البريد اليوناني
البريد اليوناني (باليونانية: Ελληνικά Ταχυδρομεία)‏ (اختصار ΕΛΤΑ )، هو المزود الحكومي للخدمات البريدية في اليونان. تأسست خلفًا لخدمة البريد الحكومية السابقة التي تأسست عام 1828. يوفر البريد اليوناني خدمة بريدية عالمية لجميع أنحاء اليونان وهو عضو في الاتحاد البريدي العالمي. تشمل الخدمات المقدمة: بريد الرسالة، خدمة الطرود حسابات الودائع سويفت بوست، خدمة توصيل في اليوم التالي على مستوى البلاد؛ وخدمة البريد السريع الدولي (EMS).

## روابط خارجية
- (باليونانية) الموقع الرسمي